# Área metropolitana de Londres

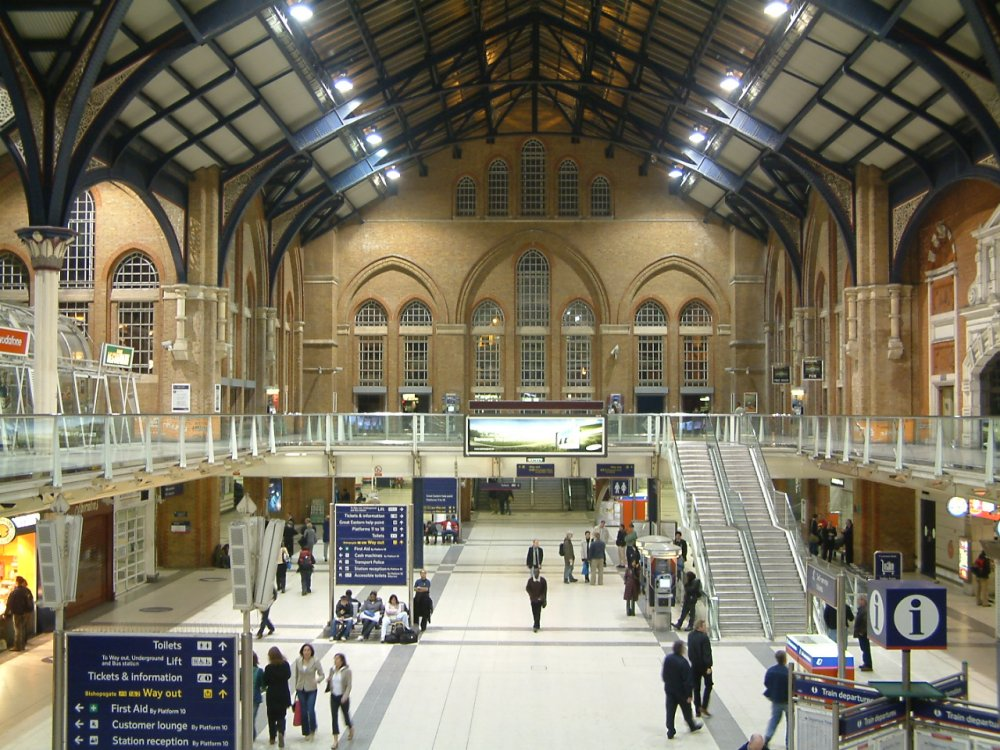
Commuters (viajeros que llegan a Londres diariamente a trabajar para volver por la tarde a sus casas) procedentes de East Anglia llegan a la estación de Liverpool Street

El Área metropolitana de Londres, o Área metropolitana sureste de Inglaterra, es el área metropolitana que tiene a Londres como ciudad central, y se define por ser el área en que pueden realizarse trayectos de ida y vuelta en el día con motivos de trabajo (London commuter belt). La población estimada en 2019 era de 14.372.596 habitantes. No debe confundirse con el Gran Londres (Greater London) o el Área urbana del Gran Londres. 

## Tamaño
Sus fronteras no están rígidamente fijadas, y se expanden a medida que las opciones de transporte facilitan el transporte diario a mayor distancia de Londres. Cubre la mayor parte de la región denominada Sureste de Inglaterra (South East England) y parte de la denominada Este de Inglaterra (East of England), incluyendo los condados de Kent, Surrey, West Sussex, Berkshire, Buckinghamshire, Hertfordshire y Essex. La población, sumando la del Gran Londres (Greater London) y esos condados adyacentes era de 14,945,000 en 2001. Es una de las mayores aglomeraciones urbanas de Europa.

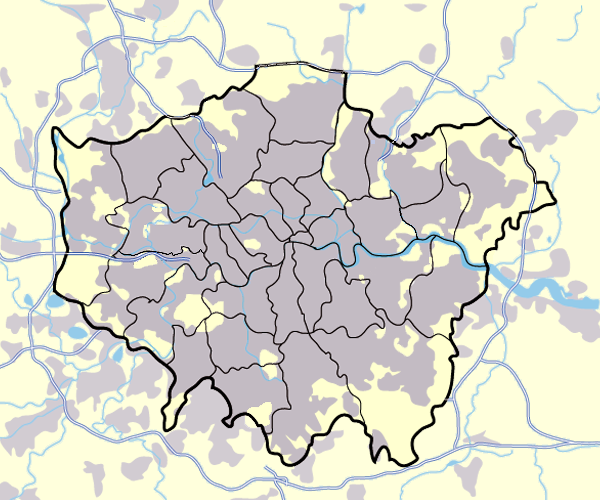
Las zonas edificadas (en gris) se extienden más allá de las fronteras de Londres. También se muestra la M25.

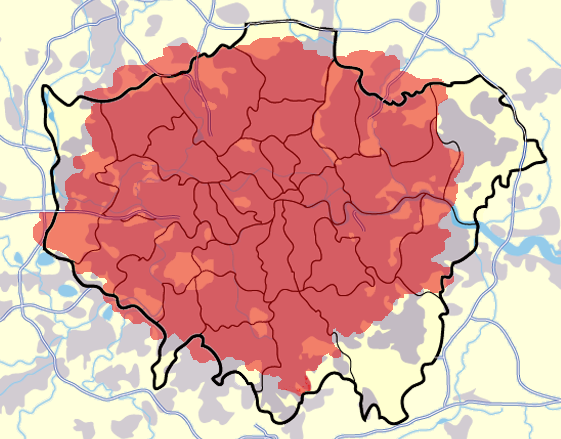
El área cubierta por el prefijo telefónico 020 (en rojo) se extiende más allá de las fronteras de Londres.

### Cinturón Verde (Green belt)
La mayor parte de la parte no urbanizada dentro de esta área corresponde al denominado Cinturón Verde de Londres (Green belt), así que el futuro desarrollo urbano va a ser limitado tanto por las autoridades locales como por la Inspección de Planificación. En los años 1940 y 1950 se esperaba que antes de finales del siglo XX toda esta área estaría completamente urbanizada, y que las fronteras administrativas del Gran Londres debieran haber sido más extensas.
El Cinturón Verde cubre la casi totalidad de  Surrey, el este de Berkshire, el sur de  Buckinghamshire, el centro y sur de Hertfordshire, el sur de Bedfordshire, el suroeste de Essex, y el oeste de Kent.

## Lista de ciudades

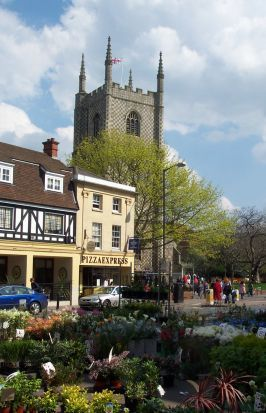
Reading, en Berkshire.

El siguiente cuadro incluye una lista indicativa, aunque no exhaustiva de las ciudades que componen el Área metropolitana de Londres:
| Condados        | Ciudades |
| --------------- | --- |
| Bedfordshire    | Bedford, Flitwick, Harlington, Luton |
| Berkshire       | Bracknell, Finchampstead, Maidenhead, Reading, Slough, Windsor, Wokingham |
| Buckinghamshire | Amersham, Aylesbury, Beaconsfield, Burnham, Chesham, Farnham Common, Gerrards Cross, High Wycombe |
| Cambridgeshire  | Huntingdon, St Neots |
| Essex           | Abridge, Basildon, Billericay, Brentwood, Buckhurst Hill, Chigwell, Epping, Grays, Harlow, Loughton, Ongar, Rayleigh, Southend-on-Sea, South Woodham Ferrers Theydon Bois, Tilbury, Waltham Abbey, Wickford                                                                               |
| Hampshire       | Basingstoke, Farnborough, Fleet |
| Hertfordshire   | Abbots Langley, Berkhamsted, Borehamwood, Bushey, Cheshunt, Chorleywood, Harpenden, Hatfield, Hemel Hempstead, Hitchin, Kings Langley, Letchworth, Potters Bar, Radlett, Rickmansworth, St Albans, South Mimms, South Oxhey, Stevenage, Tring, Waltham Cross, Watford, Welwyn Garden City |
| Kent            | Ashford, Chatham, Cobham, Dartford, Gillingham, Gravesend, Hextable, Maidstone, Northfleet, Rochester, Sevenoaks, Swanley, Tonbridge, Rainham Tunbridge Wells |
| Oxfordshire     | Didcot |
| Surrey          | Addlestone, Ashtead, Banstead, Byfleet, Camberley, Caterham, Chertsey, Dorking, Egham, Epsom, Frimley, Guildford, Horley, Leatherhead, Oxshott, Redhill, Reigate, Staines, Tadworth, Walton-on-Thames, Warlingham, Weybridge, Woking                                                      |
| West Sussex     | Burgess Hill, Crawley, East Grinstead, Haywards Heath, Horsham |